# 长果锣锅底
长果锣锅底（学名：Hemsleya macrosperma var. oblongicarpa）为葫芦科雪胆属下的一个变种。

## 扩展阅读
- 維基物種上的相關：长果锣锅底